# Äkräs
Äkräs ou Ägräs est le dieu de la fertilité dans la mythologie finnoise. Il est doté de testicules en forme de rave double, d'une verge longue et souple et d'une voix charmeuse.
Tout ce qui touche à la fécondité l'intéresse et il est favorable au relâchement des mœurs, la naissance d'enfants étant à ses yeux le principal et non leur légitimité.